# Makar Čudra (hudební skupina)
Makar Čudra je slovenská heavymetalová hudební skupina druhé poloviny 80. let 20. století, založená počátkem roku 1987. Začínali v ní zpěváci Otto Weiter a Peter Slivka, i kytarista Vlado „Jerzy“ Jurča – spojený také se slovenskými punkrockovými kapelami ExTip a Slobodná Európa.
Kapelu Makar Čudra vede od jejího založení Ivan Kutný – kytarista, autor skladeb a v letech 1994 – 2005 také zpěvák.

## Období existence kapely
Kapela fungovala v letech:
- 1987 – 1990
- 1994 – 1995
- 1998
- 2004 – 2005
- 2008 – 2014
- 2020 – dosud

## Výrazné návraty

### V roce 2009
První výrazný návrat kapely Makar Čudra byl v roce 2009, hlavně v souvislosti s albem amatérských rockových skupin 80. let Bratislavský nárez. Krátce poté začala být kapela často k vidění na televizní obrazovce a hojně koncertovala.
V roce 2009 se zúčastnila slovenského kola Eurovize s písní Vrtká. Vystoupila také v pořadu televize Markíza Chutíš mi, kde hrála píseň "Chcem do neba" – coververze písně "Pour Some Sugar On Me" od Def Leppard, a se kterou kapela vystoupila také v pořadu Modré z neba.
Dne 17. července 2010 kapela vystoupila také v pořadu "Pomôže celé Slovensko" slovenské televize STV 1, kde se představila s hitem "The Phantom of the Opera", finské symfonickometalové skupiny Nightwish. S Otto Weiterem hit zpívala sólistka Opery Slovenského národního divadla Andrea Čajová.
Na koncertech vystupovala kapela například i s písní "Na nebo", se slovenským textem – hitem s půvdoním názvem "Attero Dominatus" od švédské powermetalové kapely Sabaton.

### V roce 2020
V roce 2020 ohlásila kapela Makar Čudra návrat v nové sestavě, s novým zpěvákem. Složení sestavy:
- Ivan "Makar Čudra" Kutný – sólová kytara, zpěv a autor všech skladeb
- Harvey Havran – sólový zpěv
- Rado Nedbálek – druhá sólová kytara a zpěv
- Vlado "VH-One" Harasník – basová kytara a zpěv
- Marek "Marc B.K." Kučera – bicí nástroje a zpěv[12]

Návrat kapely Makar Čudra zaznamenaly i v Čechách, například brněnský hudební webzine Metal–Line nebo české metalové rádio Metal Heart.

## Videoklipy, opusy a alba
Kapela Makar Čudra natočila oficiální videoklipy, vydala jeden opus, čtyři singly, čtyři hudební alba a účastnila se dvou kompilací (kompilačních alb).

### Oficiální videoklipy
Slupina natočila oficiální videoklipy:
- 28. února 1989 – Strigy Na Sabath[14][15]
- 2012 – Žobrák, JBS-Production[16]

### Opusy
Kapela vydala opusy:
- 1990 – Pán Pasteur / Nám Stačí Tak Málo[19]

### Singly
Skupina natočila singly:
- 1995 – Ivan Kutný & Makar Čudra, nejdříve samostatné CD demo a později singl pro Slovenský rozhlas[20]
- 1998 – Tiene v garážach, singl pro Slovenský rozhlas
- 2009 – Vrtká, nová verze skladby na elektronických platformách[21]
- 2013 – Žobrák, skladba na elektronických platformách[16]

### Alba
Kapela vydala alba:
- 1998 – Makar Čudra,[22] skladby:
  1. Strigy, Na Sabath
  2. Strašiak V Hlave
  3. Nám Stačí Tak Málo
  4. Pán Pasteur
- 7. července 2020 – 1987 – 2014, vydavatelství Mars Group, debutové album s výběrem singlů,[23][24][25]skladby:
  1. Strašiak v hlave 3:04
  2. Strigy na sabat 3:11
  3. Pán Pasteur 4:24
  4. Nám stačí tak málo 4:11
  5. Tento deň 3:57
  6. Makar Čudra 5:15
  7. Tiene v garážach 5:05
  8. Vrtká (s Peter Slivka) 2:39
  9. Vrtká (s Otto Weiter) 2:56
  10. Žobrák 4:24
- 23. listopadu 2020 – Späť pri živote, vydavatelství Mars Group,[26][24][27] skladby:
  1. Karty s diablom
  2. Hriešnik
  3. 1916

- 22. prosince 2021 – Ako Fénix, vydavatelství Mars Group,[28] skladby:
  1. Ako Fénix (Makar Čudra II)
  2. Requiem
  3. Ako Fénix (Makar Čudra II), radio edit

### Účast na kompilacích
Skupina se účastnila na kompilacích:
- 1988 – Rocklet '88, vydavatelství Opus, skladba Strašiak v hlave[29]
- 2008 – Bratislavský nárez, skladba Vrtká, CD kompilace doplňkem knihy Bratislavský Nárez[4][30]